# Доннелли (тауншип, округ Стивенс, Миннесота)
Доннелли (англ. Donnelly) — тауншип в округе Стивенс, Миннесота, США. На 2000 год его население составило 113 человек.

## География
По данным Бюро переписи населения США площадь тауншипа составляет 88,2 км², из которых 86,4 км² занимает суша, а 1,9 км² — вода (2,11 %).

## Демография
По данным переписи населения 2000 года здесь находились 113 человек, 51 домохозяйство и 31 семья. Плотность населения —  1,3 чел./км². На территории тауншипа расположено 53 постройки со средней плотностью 0,6 построек на один квадратный километр. Расовый состав населения: 100,00 % белых.
Из 51 домохозяйства в 15,7 % воспитывались дети до 18 лет, в 52,9 % проживали супружеские пары, в 3,9 % проживали незамужние женщины и в 37,3 % домохозяйств проживали несемейные люди. 31,4 % домохозяйств состояли из одного человека, при том 19,6 % из — одиноких пожилых людей старше 65 лет. Средний размер домохозяйства — 2,22, а семьи — 2,84 человека.
17,7 % населения — младше 18 лет, 3,5 % — в возрасте от 18 до 24 лет, 19,5 % — от 25 до 44, 28,3 % — от 45 до 64, и 31,0 % — старше 65 лет. Средний возраст — 50 лет. На каждые 100 женщин приходилось 130,6 мужчин. На каждые 100 женщин старше 18 приходилось 138,5 мужчин.
Средний годовой доход домохозяйства составлял 44 750 долларов, а средний годовой доход семьи —  44 750 долларов. Средний доход мужчин —  40 417  долларов, в то время как у женщин — 22 500. Доход на душу населения составил 23 295 долларов. За чертой бедности находились 5,4 % семей и 11,4 % всего населения тауншипа, из которых 42,1 % младше 18 и 5,9 % старше 65 лет.